# Jean-François Regnard

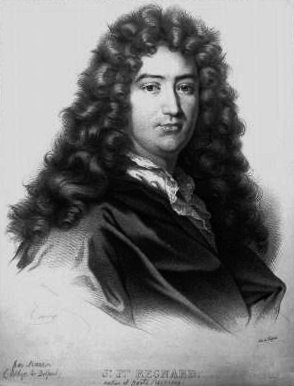
Jean-François Regnard

Jean-François Regnard (* 7. Februar 1655 in Paris; † 4. September 1709 auf seinem Schlösschen Grillon bei Dourdan) war ein französischer Autor. Er hinterließ rd. 25 Stücke und gilt als wichtigster Komödiendichter der Generation nach Molière.

## Leben und Schaffen
Regnard war Sohn eines reichen Pariser Kaufmanns, der jedoch zwei Jahre nach seiner Geburt starb, so dass er unter der Obhut seiner Mutter und seiner älteren Schwester aufwuchs. Ab 12 verfasste er Verse, mit 16 (1671) ließ er sich einen Teil seines hübschen Erbes (120.000 Frs.) auszahlen und begab sich auf eine zweijährige Reise, die ihn über Italien bis nach Istanbul führte.
1676 trat er zusammen mit seinem adeligen Freund Fercourt eine neuerliche lange Italienreise an, auf der sie u. a. in Bologna das französische Ehepaar de Prade kennenlernten. Bei der gemeinsamen Rückreise 1678 (inzwischen hatte sich Regnard in Mme de Prade verliebt) nahmen sie ein Schiff von Genua nach Marseille. Dieses wurde jedoch von nordafrikanischen Seeräubern gekapert und die vier wurden in Algier als Sklaven verkauft, wobei Mme de Prade von den Freunden, aber auch ihrem Mann getrennt wurde. Nach acht Monaten gelang es 1679 einem auf solche Fälle spezialisierten Mönch von Saint-Lazare mit Geld von Regnard, ihn, Fercourt und Mme de Prade freizukaufen. Zu einer Heirat Regnards mit ihr kam es aber nicht, weil auch ihr totgeglaubter Ehemann unverhofft wieder auftauchte.
1681 begab sich Regnard mit zwei Freunden auf eine Nordeuropa-Reise, die über Flandern, Dänemark und Schweden bis nach Lappland und zurück über Polen, Ungarn, Österreich und Deutschland ging. Die Schilderung der Lappland-Etappe gilt als interessantester Teil des Reiseberichtes, den er später verfasste. Nach seiner Rückkehr 1682 kaufte Regnard das hochrangige, aber nicht sehr belastende Amt eines Trésorier de France und lebte in der Folgezeit teils in Paris und teils auf dem Schlösschen Grillon, das er in der Normandie erworben hatte. Sein Haus in der Pariser Rue de Richelieu, aber auch Grillon wurden rasch zum Treffpunkt lebenslustiger und geistreicher Personen unterschiedlichster Herkunft.
Zugleich begann Regnard, seine Muße mit Schriftstellerei auszufüllen. Zunächst versuchte er sich in Tragödien, von denen jedoch nur eine zur Aufführung kam. Danach erkannte er seine Gabe der Beobachtung und Darstellung allgemeinmenschlicher Schwächen, aber auch spezifisch zeitgenössischer Untugenden und verlegte sich ab 1687 auf komische Stücke, die er für das Pariser Theater der Comédiens italiens verfasste, an deren Aufführungsstil und personelle Gegebenheiten er sich anpasste. Es waren: Le Divorce (=die Scheidung/Trennung, 1688); La Descente de Mezzetin aux Enfers (=die Reise M.s in die Hölle, 1689); Arlequin, homme à bonnes fortunes (=A., der Mann mit Glück bei den Frauen, 1690).
Durch das letztere Stück wurde Regnard bekannt, erregte aber auch Anstoß. Dies nutzte er aus, indem er sofort (ähnlich wie Molière in einer vergleichbaren Situation) ein zweites Stück hinterherschob, La Critique de l’Homme aux bonnes fortunes.
Noch 1690 folgte Les filles errantes (=die herumirrenden Mädchen). 1691 kam La Coquette ou L’Académie des dames heraus, dessen Titel auf Molière verweist, an dem Regnard sich insgesamt häufig inspiriert.
1692/93 produzierte er aufgrund der guten Nachfrage drei Stücke mit dem ebenfalls nicht unbekannten Charles Dufresny als Co-Autor: Le Chinois (=der Chinese); La Baguette de Vulcain (=der Stab Vulkans) und L’Augmentation [Vermehrung, Verlängerung] de „La Baguette“. 1694 war La Naissance d’Amadis (=die Geburt des A.) das letzte Stück Regnards für die Italiens. Noch im selben Jahr wechselte er zum renommierteren Théâtre Français, zunächst mit zwei Einaktern: Attendez-moi sous l’orme (=erwarten Sie mich unter der Ulme) und La Sérénade.
Ebenfalls 1694 unterhielt er die Pariser Literatenwelt mit einer Fehde, in die er den ältlichen Satiriker Nicolas Boileau verwickelte, indem er auf dessen Satire contre les femmes mit einer Satire contre les maris [Ehemänner] replizierte und ihn zu einer giftigen Reaktion animierte. Eine ironische Verssatire, mit der Regnard hierauf antworten wollte, kam nicht mehr zum Druck, weil die Herren sich versöhnten. Vor allem aber schrieb er weitere Komödien für das Théâtre Français: La Foire [Jahrmarkt] Saint-Germain (1695); La Suite [Fortsetzung] de „la Foire St.-G.“ ou Les Momies [Mumien] d’Égypte (1696); Le Bal ou Le Bourgeois de Falaise (1696).
Ende 1696 wurde Le Joueur (=der Spieler) ein großer Erfolg. Dies veranlasste Regnard, sein Trésorier-Amt zu verkaufen und sich ganz seiner Rolle als anerkannter Autor, wohlhabender Lebemann (mit Mätresse) und Schlossherr zu widmen. Seine nächsten Stücke kamen jedoch nur mäßig gut an. Es waren: Le Distrait (=der Zerstreute, 1697); Le Carnaval de Venise (Opernlibretto, 1699); Démocrite amoureux und Le Retour imprévu (=die unverhoffte Heimkehr, beide 1700); Les Folies [Torheiten] amoureuses (1704); Les Ménechmes (=die Zwillinge, 1705).
Anfang 1708 kam das Stück heraus, das als sein bestes gilt und ihm seinen Platz in der Literaturgeschichte sicherte: die Verskomödie Le Légataire universel (=der Alleinerbe). Die Handlung kreist um einen reichen alten Geizkragen, seinen Neffen, der ihn beerben möchte, und dessen pfiffigen Diener Crispin, der in verschiedenen Verkleidungen seinem jungen Herrn zu dem Testament verhilft, das er braucht, sich jedoch auch selbst die Taschen etwas füllt. Regnard starb plötzlich ein Jahr später auf Grillon an ungeklärter Todesursache, eher wohl einem Unfall oder einem Schlaganfall als dem Selbstmord, der auch vermutet wurde.
Neben seinen Stücken verfasste er auch immer wieder Texte anderer Gattungen. So schrieb er zahlreiche Gelegenheitsgedichte, mehrere Épîtres (Versepisteln), einige Satires (gereimte Satiren, vgl. oben), Reiseberichte und den kleinen autobiografischen Roman La Provençale, der von seiner Liebe zu Mme de Prade inspiriert ist. 1705 erschien eine erste Gesamtausgabe als Les Œuvres de Mr. Regnard.